# Drugsagentschap van de Europese Unie

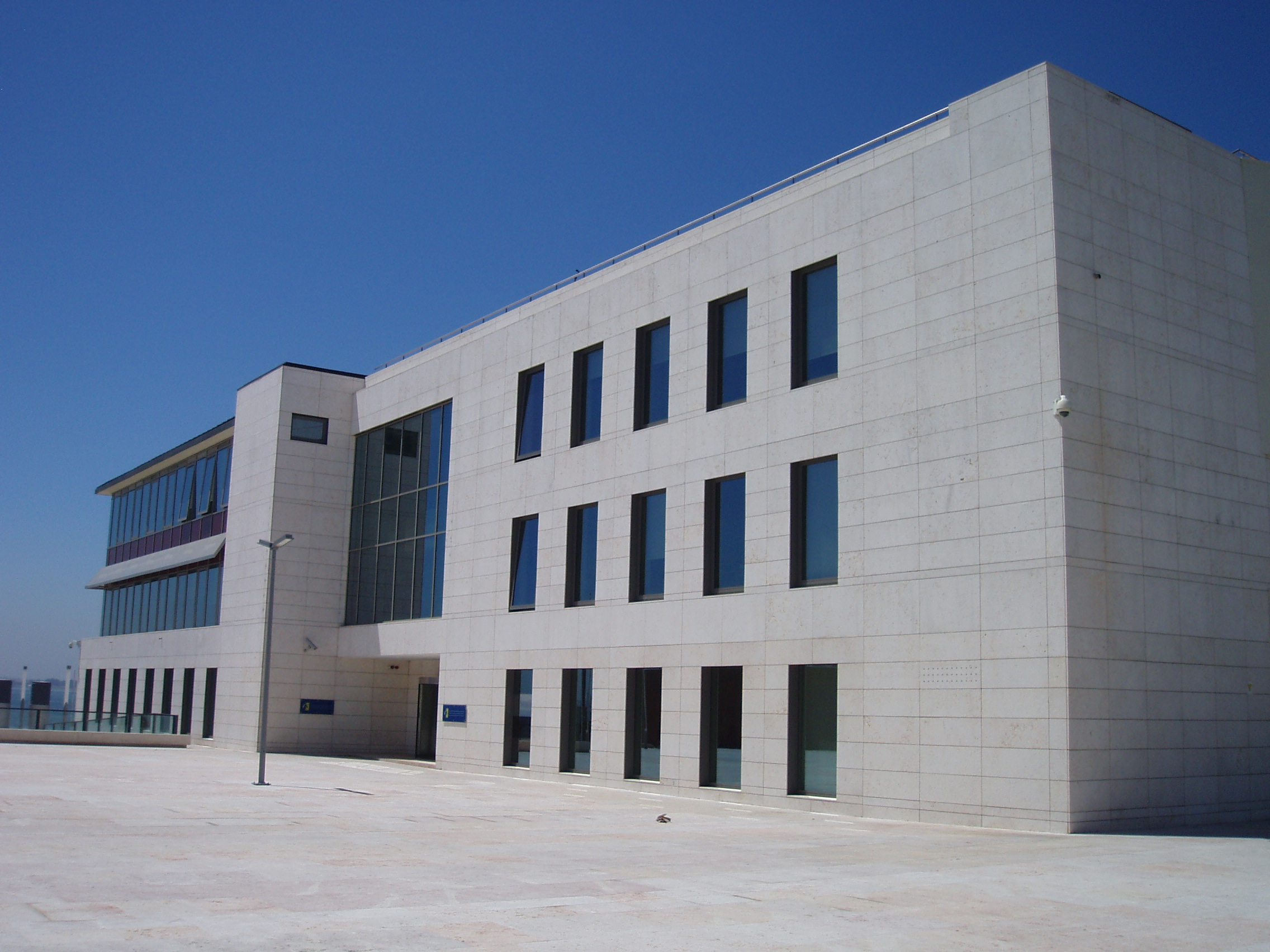
Kantoor in Lissabon

Het Drugsagentschap van de Europese Unie (of EUDA) (voorheen: Europees waarnemingscentrum  voor drugs en drugsverslaving (EWDD), European Monitoring Centre for Drugs and Drug Addiction (EMCDDA)), is een agentschap van de Europese Unie, opgericht in 1993 en gevestigd in Lissabon.
Het centrum verzamelt en verspreidt informatie over drugs en drugsverslaving in Europa. Het werkt samen met landen binnen en buiten de EU en met internationale organisaties, zoals:
- het programma van de Verenigde Naties voor internationale drugsbestrijding (UNODC),
- de Wereldgezondheidsorganisatie (WHO),
- de Werelddouaneorganisatie (WDO),
- de Internationale Politieorganisatie (Interpol),
- de Europese Politiedienst (Europol).

## Publicaties
Het EUDA produceert een hele reeks thematische publicaties en onderzoeken in verschillende formaten en talen, gericht op uiteenlopende doelgroepen.